# Air Force Area
Air Force Area là một thị trấn thống kê (census town) của quận Gorakhpur thuộc bang Uttar Pradesh, Ấn Độ.

## Nhân khẩu
Theo điều tra dân số năm 2001 của Ấn Độ, Air Force Area có dân số 9593 người. Phái nam chiếm 55% tổng số dân và phái nữ chiếm 45%. Air Force Area có tỷ lệ 76% biết đọc biết viết, cao hơn tỷ lệ trung bình toàn quốc là 59,5%: tỷ lệ cho phái nam là 84%, và tỷ lệ cho phái nữ là 67%. Tại Air Force Area, 13% dân số nhỏ hơn 6 tuổi.